# Aldrichiomyza agromyzina
Aldrichiomyza agromyzina är en tvåvingeart som först beskrevs av Friedrich Georg Hendel 1911.  Aldrichiomyza agromyzina ingår i släktet Aldrichiomyza och familjen sprickflugor. Inga underarter finns listade i Catalogue of Life.